# Afrominettia jeanneli
Afrominettia jeanneli är en tvåvingeart som först beskrevs av Seguy 1938.  Afrominettia jeanneli ingår i släktet Afrominettia och familjen lövflugor.
Artens utbredningsområde är Kenya. Inga underarter finns listade i Catalogue of Life.